# William Morales
William Morales   (7 de febrer de 1950) és un militant porto-riqueny de les Fuerzas Armadas de Liberación Nacional (FALN). Va ser condemnat el febrer de 1979 per tinença d'explosius i possessió i transport d'armes. Va fugir del Bellevue Hospital de Nova York el maig de 1979 i posteriorment va marxar a Mèxic, on va ser detingut per les autoritats, abans d'exiliar-se a Cuba el 1988. Morales es troba actualment a la llista dels terroristes més buscats de l'FBI amb una recompensa de 100.000 dòlars.

## Biografia
Morales va créixer a l'East Harlem i va estudiar a l'Escola d'Arts Visuals de Manhattan on es va graduar en estudis cinematogràfics. Va ser un dels promotors de la vaga de matrícules contra la Universitat de la Ciutat de Nova York (CUNY) el 1969, en protesta contra la política d'admissions racista de la universitat. El 1970 es va involucrar amb les FALN. Després d'acabar la universitat, Morales va treballar en diverses feines, com ara socorrista, en una agència de viatges, a la Police Athletic League i a Trans World Airlines.
Es sospita que Morales va ser el principal fabricant de bombes de les Fuerzas Armadas de Liberación Nacional i va estar implicat en cinquanta atemptats entre 1974 i 1978. L'incident més mortal en què suposadament va estar implicat va ser l'atemptat contra la Fraunces Tavern de Nova York el 24 de gener de 1975, en què van morir 4 persones més de 50 van resultar ferides. Ni Morales ni cap dels seus col·laboradors no van ser acusats mai d'aquest atemptat. Les FALN també van participar en l'atemptat de les oficines de la multinacional petroliera Mobil a Nova York el 1977, on va morir un home.
Morales va ser membre de la junta de la Comissió Nacional d'Afers Hispànics (NCHA), una organització benèfica depenent l'Església episcopal. L'NCHA va ajudar sense pretendre-ho a finançar les activitats de les FALN a mitjans dels anys 1970. Morales va ser interrogat per l'FBI el març de 1976 però se'l va considerar culpable.

### Detenció
La nit del 12 de juliol de 1978, Morales estava construint una bomba de tub al seu pis del carrer 96 de Queens. La bomba va explotar-li a les mans a les 5.20 i li va causar ferides greus. En l'explosió va perdre nou dits i un ull. Tot i les greus ferides, Morales, després de recuperar la consciència, va provar de destruir els documents que el vinculaven amb les FALN.
A l'apartament de Morales la policia va trobar 66 cartutxos de dinamita, material per a fer explosius i una fotocopiadora Gestetner que havia servit per fer el comunicat de les FALN després de l'atemptat a la Taverna Fraunces. Morales va ser traslladat a l'Elmhurst Hospital Center i va ser acusat de tinença d'explosius i transport d'armes. Els seus advocats van denunciar les condicions de la detenció. El 28 de febrer de 1979, Morales va ser condemnat a 99 anys de presó.

### Fuga
Morales va ser traslladat del Metropolitan Correctional Center del Lower Manhattan al Bellevue Hospital per motius mèdics. Mentre romania al tercer pis de l'edifici, amb l'ajuda del metge i membre de la May 19th Communist Organization (M19CO) el doctor Alan Berkman, Morales va poder tallar la reixa de filferro de la seva habitació amb un parell de dies. A primera hora del 21 de maig de 1979, va construir una corda feta amb embenats i va fugir per la finestra de la cambra de bany, mentre el guàrdia Thomas Ryan feia una becaina. La corda es va trencar i va caure d'una alçada de 20 peus (6.1 m), xocant amb un aparell d'aire condicionat. Fins a 30 membres de l'M19CO, les FALN i l'Exèrcit d'Alliberament Negre, que havien robat una plataforma elevadora per ajudar-lo a escapar, el van anar a rescatar. Marilyn Buck, membre de l'M19CO, el va portar a un pis franc a East Orange (Nova Jersey) on va ser atès abans de fugir a Mèxic.
L'advocada de Morales, Susan Tipograph, va ser acusada de col·laboració en la fuga de Morales. Els fiscals van donar per fet que havia proporcionat a Morales el tallafilferros que havia introduït enganxat a la cuixa sota la faldilla. Ella va negar-ho i mai no ha estat acusada formalment. El comissari del New York City Department of Correction, William J. Ciuros Jr. i quinze persones més van ser acomiadades després de la fuga.
Morales va fugir a Mèxic on va romandre amagat. El 1983, després d'una escolta telefònica, l'FBI va notificar a les autoritats mexicanes que vivia a l'estat de Puebla. Durant l'operació de detenció es va produir un tiroteig i dos dels acompanyants de Morales i un policia van ser assassinats. Malgrat la nova detenció de Morales i la condemna a 12 anys de presó per l'assassinat del policia, les sol·licituds d'extradició dels Estats Units d'Amèrica (EUA) van ser rebutjades i, finalment, el 1988 va ser alliberat i es va exiliar a Cuba.
Morales es va establir a Cuba el juny de 1988 on va rebre asil polític. Des de llavors ha viscut a l'Havana, on es va casar i va formar una família. El 1997 va demanar l'amnistia als EUA però no va ser inclòs en l'indult del president Bill Clinton de 1999 a altres membres de les FALN. Més endavant, amb la represa de les relacions diplomàtiques dels EUA amb Cuba el 2015, es va creure que aquells que s'havien establert a Cuba com Morales i Assata Shakur podrien tornar als Estats Units. Morales continua a la llista de terroristes més buscats de l'FBI amb una recompensa de 100.000 dòlars.
Morales va ser representat a la pintura de 1984 de David Wojnarowicz William Morales, patró de Prison Breaks, que apareix a la col·lecció del Metropolitan Museum of Art de Nova York. El 1989 es va obrir una seu estudiantil i comunitària a CUNY que porta el nom de Morales i Shakur. Va tancar el 2013.